# 木原真弥
木原真弥（きはらしんや、1986年6月19日 - ）は愛媛県松山市出身の空手家（正道会館）、元プロキックボクシングの選手。

## 概要
師匠は二宮博昭（四国総師範）。
正道会館、段位は2段。

## 来歴

### 空手時代
5歳から空手を始め小学校5年生の時全国大会で準優勝、中学1年生の時全国大会で初優勝 18歳で愛媛支部から本部のある大阪府大阪市天満の本家にて指導者として活動をしながらK-1ファイターを目指して練習をしていた。

### キックボクシング時代
空手からK-1出場を諦め、当時愛媛県の先輩でISKAオリエンタル世界ライト級元王座（3分3R+延長2R、60kg契約）の上松大輔から誘いを受け町田市にジムを構えるチームドラゴンに籍を置く。2007年6月1日、J-NETWORK「J-FIGHT 27」でプロデビュー。松岡泰輝に判定勝ち。ウェルター級（ISKAでは、67kg）でデビュー。
同期には 第5代K-1 WORLD GPスーパーライト級元王者、第3代Krushライト級元王者、第4代Krushスーパーライト級元世界王者。Krush初の2階級制覇王者の山崎秀晃がいる。

### Krush参戦
2010年12月4日、Krush初参戦となったKrush-EX 〜新宿 Dog Fight〜で尾崎健と対戦し判定負け。
24歳の時に結婚を機に現役を引退。
24歳の時当時付き合っていた一般人と結婚 長男、長女が誕生している。
戦績 7戦6勝1敗(4KO)
当時期待のファイターだったが早くの現役引退を振り返ってみて当時のファイトマネーでは結婚生活はしていけないと判断したと後日談で話している。

## 獲得タイトル
1997年　
- 正道会館 全日本空手道選手権大会（少年の部）準優勝

1999年
- 正道会館 全日本空手道選手権大会（中、高校の部）優勝